# 皮克特萊克 (明尼蘇達州)
皮克特萊克（英語：Picket Lake）是位於美國明尼蘇達州聖路易斯縣的一個未組織地區。

## 地方資料
皮克特萊克的面積為95.80平方千米，當中陸地面積為95.00平方千米，而水域面積為4.80平方千米。根據2020年美國人口普查的數據，當地共有人口0人，而人口密度為每平方千米0人。